# Coen Berrier
Coen Berrier (Baarn, 17 april 1979) is een Nederlands componist, producer en performer. In 2005 had hij zijn eerste internationale succes als co-writer van de single Husan onder de naam Bhangra Knights vs. Husan. Hij had in 2007 samen met Iason Chronis onder de naam Mason een nummer 1-hit in de UK Dance Chart met het nummer Exceeder. Dit nummer was aanvankelijk instrumentaal en was eind 2006 alleen op vinyl uitgebracht. In een nieuwe versie van het nummer, Perfect (Exceeder), verschenen in januari 2007, waren echter ook de vocals van Princess Superstar te horen. Hiermee kwam Mason in verschillende Europese hitlijsten, waaronder de Engelse (#3 UK pop chart), Ierse en Spaanse. Ook in Nederland deed Perfect (Exceeder) het goed. Het nummer stond enkele weken in de Nederlandse Top 40. Daarnaast had Mason succes in de hitlijsten met Runaway, en Boadicea feat. Roisin Murphy.
Berrier heeft met Mason op veel uiteenlopende labels muziek uitgebracht, zoals Defected, Skint,  Great Stuff Recordings, Fool's Gold, Loulou Records, Ministry Of Sound en Ultra Records, en heeft remixen gemaakt voor onder meer Moby, Robyn, Don Diablo, Steve Aoki, 2Unlimited, Noisia, Mylo en Gabriella Cilmi. In 2011 kwam hun debuutalbum They Are Among Us uit, waarop werd samengewerkt met artiesten als Róisín Murphy, Run DMC, Sam Sparro, Kurtis Blow en Aqualung. Mason had ook succes in Nederland en België met het nummer Runaway (een moderne bewerking van Runaway van de Britse discogroep Eruption) en het nummer Boadicea.
In 2014 volgde een tweede album getiteld ZOA. Dit bevatte onder meer samenwerkingen met Jocelyn Brown, Zoot Woman, Rouge Mary (Hercules & Love Affair) en de Nederlandse artiesten Bigboy Caprice, Willie Wartaal, Pien Feith en Bas Bron.

## Biografie
Coen Berrier is een Nederlandse zanger, producer en componist geboren in Baarn, zoon van een toetsenist/muziekleraar en een lerares handvaardigheid. Al op jonge leeftijd komt hij via zijn vader in aanraking met (elektronische) muziekinstrumenten zoals synthesizers en drumcomputers en vormt op zijn 11e zijn eerste band met een aantal klasgenoten van de basisschool. In groep 8 start hij met zingen in de band Galahad, die nationale bekendheid verwierf door onder andere optredens in het VPRO-programma Villa achterwerk, en het behalen van de tweede plaats in de landelijke Kunstbende talentenjacht.
Als zanger van de Amsterdamse powerfunk-formatie Mothaship toerde hij langs diverse Nederlandse poppodia. De band was ook actief als support act voor Golden Earring tijdens hun tour in 2001.
Omdat hij inmiddels ook was begonnen met het produceren en schrijven van elektronische muziek, was de keuze voor de studie muziektechnologie aan de Hogeschool voor de Kunsten Utrecht snel gemaakt. Daar ontmoette hij ook Iason Chronis, waarmee hij van 2006 tot 2014 een duo zou vormen. Chronis begon toen onder de naam Mason bekendheid te krijgen als dj en werkte als violist en warm-up-dj samen met onder anderen Tiësto. De twee besloten daarom om onder deze artiestennaam te blijven werken.
Coens eerste internationale succes was al daarvoor in 2003, als co-writer van het nummer Husan van Bhangra Knights ft. Husan, dat op nummer 7 binnenkwam in de Britse pop chart. Dit nummer was  oorspronkelijk geschreven voor een Peugeot 206 reclame. Voor deze single deed hij een aantal promotionele optredens in de UK, waaronder bij Top of the pops en Good Morning Britain.
Als helft van Mason was Berrier tussen 2006 en 2014 zowel in de studio als live actief. Daarna was hij vooral actief als toegepast componist, producer van diverse Nederlandse acts en geeft hij les in elektronische muziekproductie.

## Discografie

### Hitlijst noteringen
| Single met eventuele hitnotering(en) in de Nederlandse Top 40 | Datum van verschijnen | Datum van binnenkomst | Hoogste positie | Aantal weken | Opmerkingen                                          |
| ------------------------------------------------------------- | --------------------- | --------------------- | --------------- | ------------ | ---------------------------------------------------- |
| Perfect Exceeder                                              | 2007                  | 17-02-2007            | 17              | 8            | met Princess Superstar / nr. 11 in de Single Top 100 |

| Single met hitnotering(en) in de Vlaamse Ultratop 50 | Datum van verschijnen | Datum van binnenkomst | Hoogste positie | Aantal weken | Opmerkingen            |
| ---------------------------------------------------- | --------------------- | --------------------- | --------------- | ------------ | ---------------------- |
| Perfect Exceeder                                     | 2007                  | 17-03-2007            | 18              | 11           | met Princess Superstar |
| Runaway                                              | 18-10-2010            | 04-12-2010            | 32              | 6            |                        |
| Boadicea                                             | 14-03-2011            | 23-04-2011            | tip19           | -            | met Róisín Murphy      |

### Albums
- 2008 - The Amsterdam Tapes, Vol. 1 (download)
- 2010 - Mason presents: Animal Language (cd, download)
- 2011 - They Are Among Us (cd, download)
- 2012 - Mason presents: Animal Language (Refurbished) (download)
- 2014 - ZOA (cd, download)

### Singles
2005
- The "Screetch" (Middle Of The Road)

2006
- "Exceeder" / "Follow Me" (Middle Of The Road)
- "Exceeder" (Great Stuff)
- "Bigboy Exercises" (Middle Of The Road)
- "The Benedict Files" (Aleph)

2007
- "Perfect (Exceeder)" (featuring Princess Superstar)
(Ministry Of Sound / Sony BMG)
- "The Screetch" (Great Stuff)
- "Quarter" (Great Stuff / Vendetta / Sound Division)

2008
- "When Farmers Attack" (Malente Remix) (Unique)
- "Bermuda Triangle" (Hysterical Ego)
- "The Ridge" (Great Stuff)

2009
- "Kippschwinger" / "Amsterdam Tape" (Animal Language)
- "The Amsterdam Tape" (Blanco y Negro)
- "The Ridge" (Oliver Koletzki remix) (Great Stuff)
- "Front Row Chemistry" / "Capibara" (Animal Language)
- "At The Hippo Bar" / "Affra" (Animal Language)
- "Artex / "Intimate Express" (Pickadoll)
- "Ignite" / "Who Killed Trance" (Animal Language)

2010
- "Syncom" / "The Badger" (Animal Language)
- "Corrected" (featuring DMC & Sam Sparro) (Animal Language / Ministry Of Sound)
- "You Are Not Alone" (Animal Language)
- "Runaway" / "Let’s Get Ferretic" (Animal Language)

2011
- "Runaway" (Ministry Of Sound Australia)
- "Boadicea" (featuring Róisín Murphy) (Animal Language)
- "Little Angel" (featuring Aqualung) (Animal Language)

2012
- "Le Big Bob" (Animal Language)
- "Superimposer" (Animal Language)
- "The Kickoff" / "Chihuahua" (Animal Language)
- "Solarium" - Mason & Marcos Valle (Hysterical Ego)
- "Animat" (Spinnin' Records)
- "Doorman" / "Scaramouche" (Animal Language)
- "Get It Together" (Fool's Gold)
- "Bass Friend" (Cheap Thrills)

2013
- "Wombat" / "Maybe" (Animal Language)
- "Affected" (BMKLTSCH RCRDS)
- "Solid Gold" (featuring Pien Feith) (V2 Records)
- "Bubba" (GND Records)
- "Grotto" (Animal Language)
- "A Girl Like Me" (Great Stuff)
- "Peer Pressure" (Bad Life)
- "Roffelo" (from Drum Kids EP) (Animal Language)

2014
- "Get Back" (Boys Noize Records)
- "Someone I’m Not" (Great stuff)
- "Savantas" / "Herd On The Scene" (Animal Language)
- "San Remo" / "Earmark" (Animal Language)
- "Gotta Have You Back" (Animal Language)
- "Salamander" / "Gotta Have You Back" (Animal Language)
- "Exceeder 2014 remixes" (Armada Music)

### Remixes
2005
- Don Diablo - "Blow your speakers" (Mason Remix) (Sellout Sessions)

2006
- Malente - "Revolution" (Mason Remix) (Unique)
- Don Diablo - "Never 2 Late to die" (Mason Remix) (Sellout Session)
- Loft 17 - "So Ready" (Mason Remix) (Molto)
- Monoloop - "Hypersentual" Love (Mason Remix) (Sugaspin)
- Crime Club – "The Beast" (Mason Remix (Tiger Records / Kontor)
- Beatfreakz – "Superfreak" (Mason Remix) (Data / Ministry of Sound)
- Patrick Alavi – "Quiet Punk" (Mason Remix) (King Kong)
- The Ordinary Boys – "Lonely at the Top" (Mason Remix) (B-Unique)
- Joseph Armani presents: Corkscrew – "Elbow" (Mason Remix) (Craft Music)
- The Age Of Steam - "Disco Mafia" (Mason Remix) (CR2)

2007
- Kid Dusty – "Constant Rising" (Mason Remix) (Python)
- Cygnus X – "The Orange Theme" (Terry Toner & Mason remix) (Be Yourself Music)
- Don Diablo - "Blow your speakers" (Mason Remix) (Ministry of Sound)
- "Breathe" (Mason Remix)
- Groove Rebels – "Breakpoint" (Mason Remix) (Hammerskjoeld / Media)
- Shocka – "Style Attract Play" (Mason Remix) (featuring Honeyshot) (Factory)
- Freeform Five – "No More Conversations" (Mason Remix) (Universal)
- Mazi & Duriez – "This Is Not A Follow Up" (Mason Remix) (Brique Rouge)
- DJ DLG – "XESS" (Mason Remix) (Pickadoll)

2008
- AKA the Junkies – "Konijntje" (Mason Remix) (Magnetron Music)
- Noisia – "Gutterpump" (Mason Remix) (Skint)
- Hadouken! – "Declaration Of War" (Mason Vocal / Dub mix) (Atlantic)
- Gabriella Cilmi – "Save the Lies" (Mason Vocal / Dub mix) (Warner)
- Robyn – "Cobrastyle" (Mason Vocal Dub mix) (Konichiwa)
- Moby – "Im In Love" (Mason’s Glowsticks-Mix) (Mute)

2009
- Martin Solveig – "One 2.3 Four" (Mason’s Dark Disco Mix) (Mixture)
- Tommy Trash – "Stay Close" (Mason mix) (Ministry Of Sound Australia)
- Rex The Dog – "Prototype" (Mason’s Animal Language mix) (Hundahaus)

2010
- JCA & TAI – "Yalla Yalla" (Mason remix) (Great Stuff)
- Evil Nine – "Stay Up" (Mason remix) (Gung-ho)
- Nelsen Grover - "Awake" (Mason Remix) (Animal Language)

2011
- Glenn Morrison – "Tokyo Cries" (Mason’s Smallroom Mix) (Blackhole)
- Jesse Rose – "Non Stop" (Mason Remix) (Made To Play)
- Zoo Brazil – "Tear The Club Up" (Mason Remix) (Refune)
- Disco Of Doom – "Alice Cooper" (Mason’s Schools Out Rework) (Discobelle Records)

2012
- Nobody Beats the Drum - "Blood On My Hands" (Mason's Na Na Na Na Remix) (Basserk)
- Steve Aoki & Angger Dimas - "Steve Jobs" (Mason Remix) (Dim Mak / Ultra)
- Petite Noir - "Till We Ghosts" (Mason Remix) (Bad Life)
- Sharam Jey – "Put Ya!" (Mason Remix) (Disco Fisco)

2013
- Wende – "Devils Pact" (Mason Remix) (BMG)
- De Jeugd van Tegenwoordig – "De Formule" (Mason Remix) (Magnetron Music)
- 2 Unlimited – "Tribal Dance" (Mason Remix) (Armada)
- Wannabe A Star – "PartyParty" (Mason’s Downtempo Mix) (STRFCKR)
- Headz Up – "Onoria" (Mason Remix) (No Brainer)